# Paralaophonte gracilipes
Paralaophonte gracilipes är en kräftdjursart som först beskrevs av Brady 1910.  Paralaophonte gracilipes ingår i släktet Paralaophonte och familjen Laophontidae. Inga underarter finns listade i Catalogue of Life.